# Півоварчук Сергій Олександрович
Сергі́й Олекса́ндрович Півоварчу́к (24 грудня 1985 — 6 серпня 2014) — сержант Збройних сил України, учасник російсько-української війни.

## Життєвий шлях
Народився 1985 року в селі Тернівка (Новоград-Волинський район, Житомирська область). Закінчив Ржищівський технікум; сам зголосився до служби в армії. Служив на Закарпатті; отримав значок «Відмінний прикордонник» — за затримання великої групи нелегалів. Демобілізувався; їздив на будівництво до Києва.
Був на Майдані в кінці січня 2014 року. Коли росіяни окупували Крим, сам прийшов до військкомату. Солдат, гранатометник 8-ї роти 3-го батальйону, 30-та окрема механізована бригада.
6 серпня 2014-го загинув під час бою на 43-му блокпосту під селом Степанівка. Тоді ж загинули сержанти Іван Ломачук, Володимир Степанюк, Юрій Чечет. Їм потрібно було зайняти начебто звільнений блокпост — але виявилося, що на ньому були терористи, і вояки потрапили в засідку. Екіпаж чотирьох бійців їхав позаду на БМП. Танки, які їхали спереду, розвернулися та встигли відійти, а БМП розстріляли. Сергій перший зістрибнув з броні та рушив у бій. Це підтверджують навіть сепаратисти на відео, коли стояли над його трупом. Сергій та Іван Ломачук загинули від осколкових поранень; поранених Володимира Степанюка та Юрія Чечета терористи добили.
Про смерть воїна родичам повідомили російські терористи. Перебував у списку зниклих. 18 грудня у Новограді-Волинському попрощались з трьома воїнами, яких упізнали за експертизою ДНК.
Похований у рідному селі 19 грудня 2014 року.
Без сина лишились батько Олександр Артемович та мама Галина Півоварчуки, брати Роман й Сергій та сестра Іванна.

## Нагороди та вшанування
За особисту мужність і героїзм, виявлені у захисті державного суверенітету та територіальної цілісності України, вірність військовій присязі під час російсько-української війни, відзначений — нагороджений
- орденом «За мужність» III ступеня (15.5.2015, посмертно)
- 6 серпня 2015-го в Тернівці відкрито пам'ятник Сергію Півоварчуку
- його портрет розміщений на меморіалі «Стіна пам'яті полеглих за Україну» у Києві: секція 2, ряд 6, місце 19